# Elecciones legislativas de Rumania de 1919
Las elecciones generales de Rumanía fueron realizadas entre el día 4 y 8 de noviembre de 1919. El Partido Nacional Rumano emergió como el partido más grande en el Parlamento, ganando 169 de los 568 asientos en la Cámara de Diputados y 76 de los 216 asientos en el Senado.

## Resultados
| Partido                                 | Votos | %   | Asientos | Asientos |
| Partido                                 | Votos | %   | Cuarto   | Senado   |
| --------------------------------------- | ----- | --- | -------- | -------- |
| Partido Nacional Rumano                 | 169   | 76  |          |          |
| Partido Nacional Liberal de Rumania     | 103   | 54  |          |          |
| Partido de los Campesinos de Bessarabia | 72    | 35  |          |          |
| Partido Campesino                       | 61    | 28  |          |          |
| Partido Nacionalista democrático        | 27    | 9   |          |          |
| Partido de Unión democrática            | 20    | 7   |          |          |
| Partido Conservador progresivo          | 13    | 4   |          |          |
| Grupo de Sajones de Transilvania        | 8     | 3   |          |          |
| Partido Nacional Democrático Húngaro    | 8     | 0   |          |          |
| Partido socialista                      | 7     | 0   |          |          |
| Liga Popular                            | 7     | 0   |          |          |
| Grupo de los Suabos                     | 6     | 0   |          |          |
| Partido Campesino de Transilvania       | 4     | 0   |          |          |
| Unión Nacional de Banat                 | 4     | 0   |          |          |
| Otros partidos                          | 59    | 0   |          |          |
| Votos/espacio nulo                      | –     | –   | –        |          |
| Total                                   | 568   | 216 |          |          |
| Registró concurrencia/votantes          | –     | –   |          |          |
| Fuente: Nohlen & Stöver                 |       |     |          |          |